# Gran Premi d'Espanya de motociclisme de 1989
El Gran Premi d'Espanya de motociclisme de 1989 fou la quarta cursa de la temporada 1989 de motociclisme. La cursa es disputà al Circuit de Jerez (Jerez de la Frontera, Espanya) el dia 30 d'abril de 1989.

## 500 cc
| Pos   | Pilot                 | Moto   | Temps/Retirat | Punts |
| ----- | --------------------- | ------ | ------------- | ----- |
| 1     | Eddie Lawson          | Honda  | 55:11.260     | 20    |
| 2     | Wayne Rainey          | Yamaha | +10.170       | 17    |
| 3     | Niall Mackenzie       | Yamaha | +17.480       | 15    |
| 4     | Christian Sarron      | Yamaha | +27.300       | 13    |
| 5     | Freddie Spencer       | Yamaha | +51.000       | 11    |
| 6     | Pierfrancesco Chili   | Honda  | +1:19.040     | 10    |
| 7     | Ron Haslam            | Suzuki | +1:29.450     | 9     |
| 8     | Tadahiko Taira        | Yamaha | +1:43.440     | 8     |
| 9     | Dominique Sarron      | Honda  | +1:46.870     | 7     |
| 10    | Alessandro Valesi     | Yamaha | +1:53.860     | 6     |
| 11    | Massimo Broccoli      | Cagiva | +1 volta      | 5     |
| 12    | Marco Gentile         | Fior   | +1 volta      | 4     |
| 13    | Damon Buckmaster      | Honda  | +1 volta      | 3     |
| 14    | Juan López Mella      | Honda  | +1 volta      | 2     |
| 15    | Eddie Laycock         | Honda  | +1 volta      | 1     |
| 16    | Bruno Kneubühler      | Honda  | +1 volta      |       |
| 17    | Claude Albert         | Suzuki | +1 volta      |       |
| 18    | Josef Doppler         | Honda  | +1 volta      |       |
| 19    | Steve Williams        | Honda  | +1 volta      |       |
| 20    | Michael Rudroff       | Honda  | +1 volta      |       |
| 21    | Ian Pratt             | Honda  | +1 volta      |       |
| 22    | Fabian Pilloud        | Honda  | +1 volta      |       |
| Ret   | Nicholas Schmassman   | Honda  | Retirat       |       |
| Ret   | Andreas Leuthe        | Honda  | Retirat       |       |
| Ret   | Kevin Schwantz        | Suzuki | Retirat       |       |
| Ret   | Randy Mamola          | Cagiva | Retirat       |       |
| Ret   | Francisco Gonzales    | Honda  | Retirat       |       |
| Ret   | Marco Papa            | Yamaha | Retirat       |       |
| Ret   | Mick Doohan           | Honda  | Retirat       |       |
| NVC   | Larry Moreno Vacondio | Yamaha | N/Començat    |       |
| Font: |                       |        |               |       |